# Rob Woodhouse
Pour les articles homonymes, voir Woodhouse.
Rob Woodhouse, né le 23 juin 1966, est un nageur australien.

## Biographie
Aux Jeux olympiques d'été de 1984 à Los Angeles, Rob Woodhouse remporte la médaille de bronze en finale du 400 mètres quatre nages et termine neuvième du 200 mètres quatre nages. Il participe aussi aux Jeux olympiques d'été de 1988 à Séoul, sans atteindre la finale ni en 200 mètres nage libre, ni en 400 mètres nage libre. 